# Cầu Phố Lu

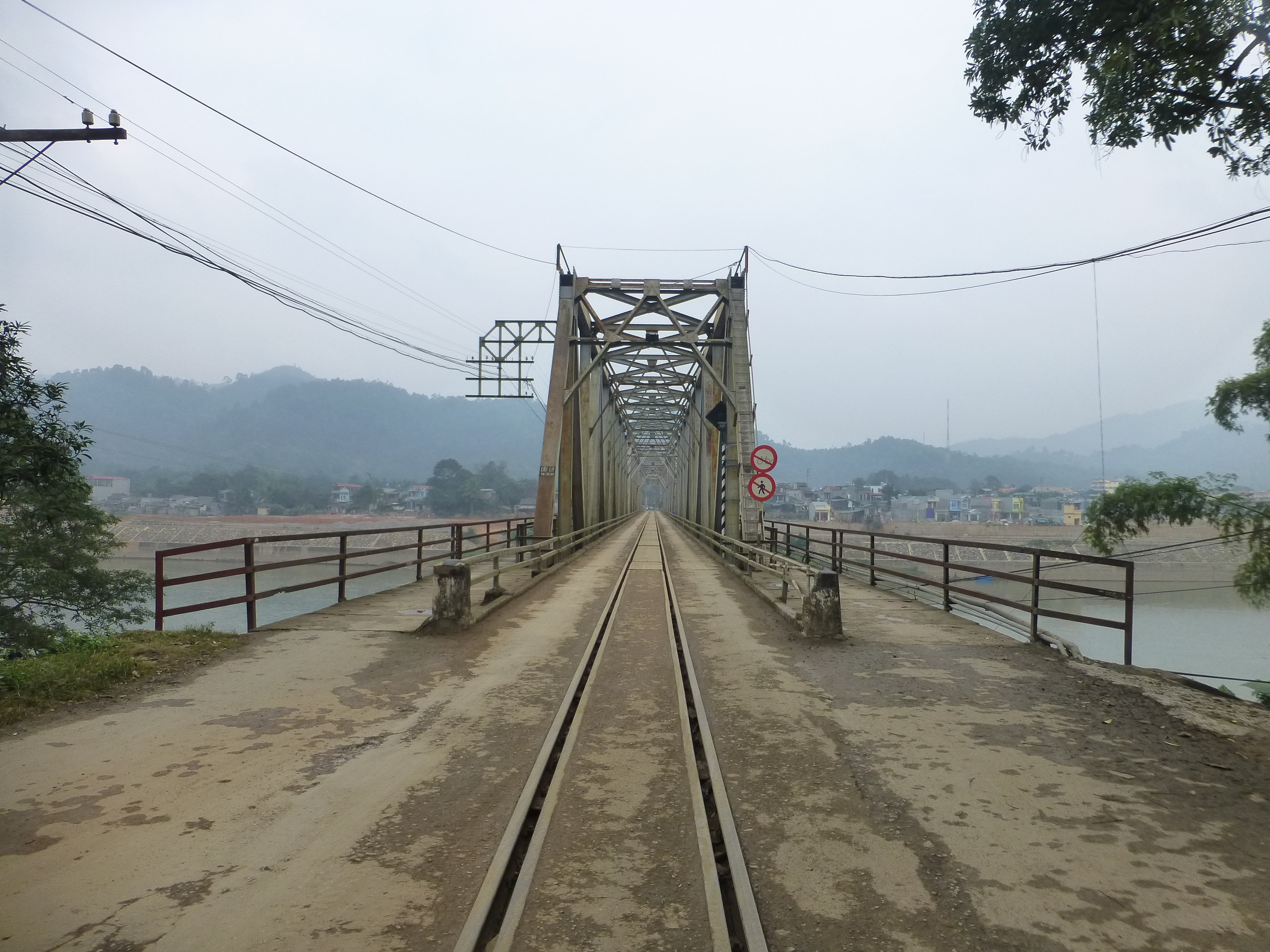
Cầu đường sắt Phố Lu

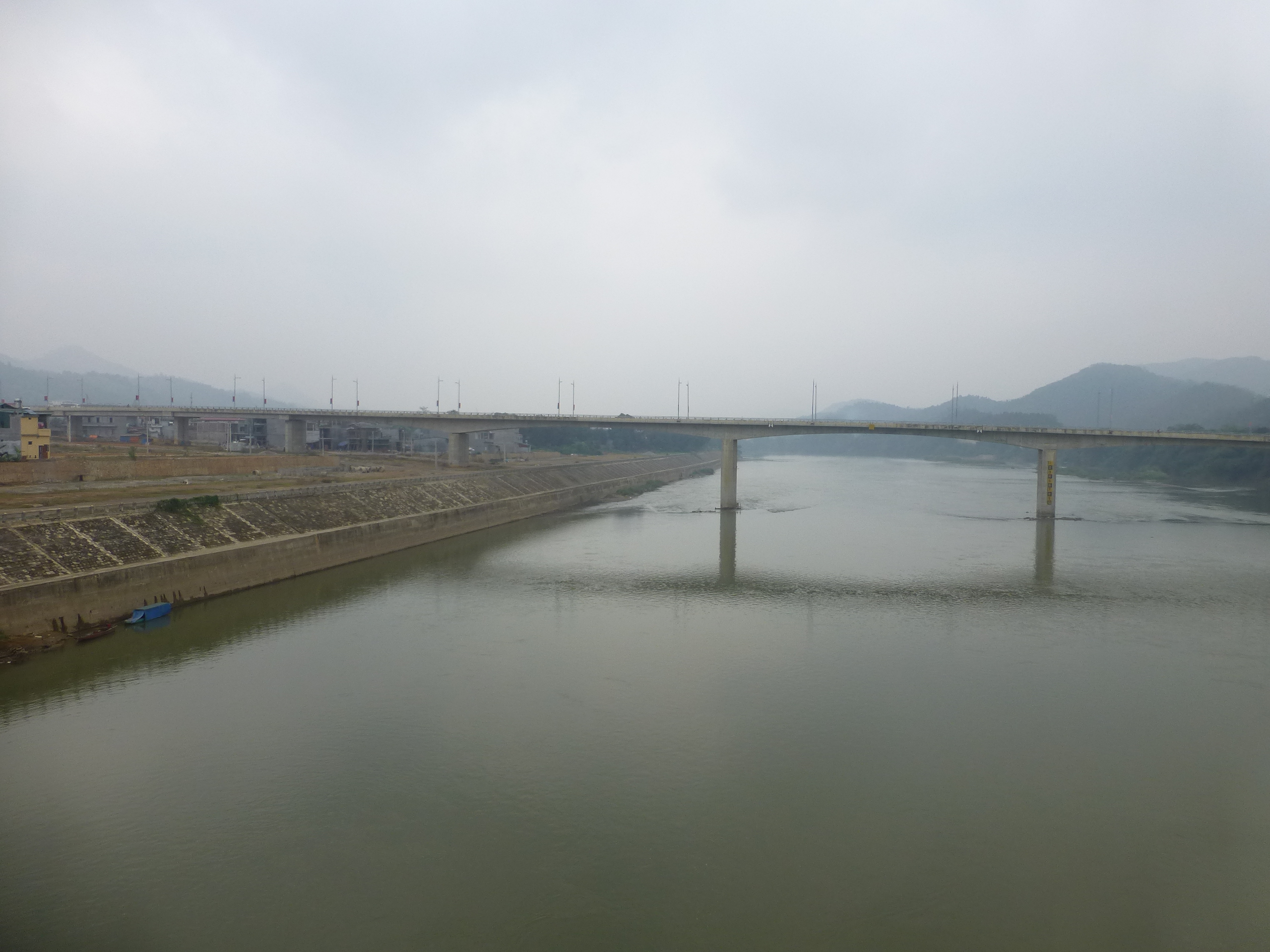
Cầu đường bộ Phố Lu

Cầu Phố Lu là tên của hai cây cầu (bao gồm một cầu đường sắt và một cầu đường bộ) bắc qua sông Hồng tại thị trấn Phố Lu, huyện Bảo Thắng, tỉnh Lào Cai, Việt Nam.
Cầu đường sắt Phố Lu được xây dựng vào những năm 1980, là một phần của tuyến đường sắt Phố Lu - Cam Đường phục vụ cho việc chuyên chở quặng apatit. Cầu được dùng chung cho cả đường sắt và đường bộ cho đến năm 2015.
Ngày 16 tháng 5 năm 2012, cầu Phố Lu mới được khởi công xây dựng nhằm tách đường bộ ra khỏi đường sắt, nằm cách cầu Phố Lu cũ 220 m về phía hạ lưu. Cầu được xây dựng vĩnh cửu bằng bê tông cốt thép, chiều dài là 534 m, bao gồm cả đoạn cầu vượt đường sắt Hà Nội - Lào Cai, chiều rộng cầu là 12 m. Cầu đường bộ Phố Lu được khánh thành vào ngày 8 tháng 2 năm 2015.